# Parma Associazione Calcio 1978-1979
Questa voce raccoglie le informazioni riguardanti il Parma Associazione Calcio nelle competizioni ufficiali della stagione 1978-1979.

## Stagione
In questa stagione il presidente Ernesto Ceresini corona il sogno di riportare il Parma in Serie B. Il primo torneo di Serie C1 è stato vinto dal Como con 50 punti, mentre i ducali riescono a recuperare la seconda piazza del girone A, che porta anch'essa in Serie B, affiancando la Triestina, che battono poi nello spareggio di Vicenza del 17 giugno 1979 per (3-1) con una rete di Carlo Ancelotti nel primo tempo supplementare.
Cannoniere principe della stagione parmense, è stato Mario Scarpa autore di 17 reti in campionato.
Nella Coppa Italia di Serie C i ducali prima del campionato disputano l'undicesimo girone di qualificazione, che promuove ai sedicesimi il Piacenza, con una miglior differenza reti, proprio nei confronti dei crociati.

## Rosa
| N. |                   | Ruolo | Calciatore          |
| -- | ----------------- | ----- | ------------------- |
| -  | Italia (bandiera) | P     | Lamberto Boranga    |
| -  | Italia (bandiera) | P     | Massimo Grassi      |
| -  | Italia (bandiera) | D     | Mauro Agretti       |
| -  | Italia (bandiera) | D     | Franco Battisodo    |
| -  | Italia (bandiera) | D     | Antonio Baldoni     |
| -  | Italia (bandiera) | D     | Adriano Capra       |
| -  | Italia (bandiera) | D     | Mariano Fabris      |
| -  | Italia (bandiera) | D     | Giuseppe Giani      |
| -  | Italia (bandiera) | D     | Raffaele Schicchi   |
| -  | Italia (bandiera) | C     | Giovanni Colonnelli |

| N. |                   | Ruolo | Calciatore          |
| -- | ----------------- | ----- | ------------------- |
| -  | Italia (bandiera) | C     | Carlo Ancelotti     |
| -  | Italia (bandiera) | C     | Bruno Caneo         |
| -  | Italia (bandiera) | C     | Lucio Mongardi      |
| -  | Italia (bandiera) | C     | Pier Paolo Scarrone |
| -  | Italia (bandiera) | C     | Marco Torresani     |
| -  | Italia (bandiera) | C     | Italo Toscani       |
| -  | Italia (bandiera) | A     | Fabio Bonci         |
| -  | Italia (bandiera) | A     | Ariedo Braida       |
| -  | Italia (bandiera) | A     | Mario Scarpa        |

## Risultati

### Campionato

#### Girone di andata
| Arbitro: | Facchin (Udine) |

|            |           |  |
| Giglio 33’ | Marcatori |  |

| Arbitro: | Stillacci (Torino) |

|                 |           |  |
| Braida 64’, 71’ | Marcatori |  |

| Arbitro: | Mondoni (Milano) |

|                |           |  |
| Gasparrini 12’ | Marcatori |  |

| Arbitro: | Cherri (Macerata) |

|            |           |  |
| Scarpa 88’ | Marcatori |  |

| Reggio Emilia 29 ottobre 1978 5ª giornata | Reggiana        | 0 – 0 | Parma | Stadio Mirabello\| Arbitro: \| Simini (Torino) \| |
| Arbitro:                                  | Simini (Torino) |       |       |                                                   |

| Arbitro: | Corigliano (Crotone) |

|           |           |  |
| Bonci 35’ | Marcatori |  |

| La Spezia 12 novembre 1978 7ª giornata | Spezia       | 0 – 0 | Parma | Stadio Alberto Picco\| Arbitro: \| Sala (Lecco) \| |
| Arbitro:                               | Sala (Lecco) |       |       |                                                    |

| Arbitro: | Vallesi (Pisa) |

|                 |           |  |
| Scarpa 55’, 57’ | Marcatori |  |

| Mantova 26 novembre 1978 9ª giornata | Mantova           | 0 – 0 | Parma | Stadio Danilo Martelli\| Arbitro: \| Angelelli (Terni) \| |
| Arbitro:                             | Angelelli (Terni) |       |       |                                                           |

| Arbitro: | Savalli (Trapani) |

|                   |           |              |
| Vetere 79’ (aut.) | Marcatori | 86’ Skoglund |

| Modena 10 dicembre 1978 11ª giornata | Modena               | 0 – 0 | Parma | Stadio Alberto Braglia\| Arbitro: \| Polacco (Conegliano) \| |
| Arbitro:                             | Polacco (Conegliano) |       |       |                                                              |

| Arbitro: | Bianciardi (Siena) |

|             |           |  |
| Genzano 30’ | Marcatori |  |

| Arbitro: | Simini (Torino) |

|                                    |           |  |
| Toscani 9’ Ancelotti 35’ Caneo 77’ | Marcatori |  |

| Arbitro: | Colasanti (Roma) |

|           |           |           |
| Bonci 44’ | Marcatori | 35’ Picco |

| Arbitro: | Vallesi (Pisa) |

|              |           |  |
| Jacolino 10’ | Marcatori |  |

| Arbitro: | Manfredini (Pavia) |

|                      |           |                           |
| Scarpa 28’ Bonci 77’ | Marcatori | 33’ Quadrelli 47’ Panozzo |

| Arbitro: | Pirandola (Lecce) |

|  |           |                   |
|  | Marcatori | 72’ (rig.) Scarpa |

#### Girone di ritorno
| Arbitro: | Corigliano (Crotone) |

|                           |           |  |
| Ancelotti 29’ Toscani 88’ | Marcatori |  |

| Treviso 11 febbraio 1979 19ª giornata | Treviso     | 0 – 0 | Parma | Stadio Omobono Tenni\| Arbitro: \| Rufo (Roma) \| |
| Arbitro:                              | Rufo (Roma) |       |       |                                                   |

| Arbitro: | Savalli (Trapani) |

|                                            |           |  |
| Scarpa 18’, 29’ Scarrone 61’ Ancelotti 79’ | Marcatori |  |

| Casale Monferrato 25 febbraio 1979 21ª giornata | Juniorcasale              | 0 – 0 | Parma | Stadio Natale Palli\| Arbitro: \| Madonna (Torre del Greco) \| |
| Arbitro:                                        | Madonna (Torre del Greco) |       |       |                                                                |

| Arbitro: | Castaldi (Vasto) |

|  |           |          |
|  | Marcatori | 75’ Neri |

| Arbitro: | Falzier (Treviso) |

|  |           |            |
|  | Marcatori | 64’ Scarpa |

| Arbitro: | Corigliano (Crotone) |

|                                 |           |                            |
| Colonnelli 38’ Bonci 72’ (rig.) | Marcatori | 18’ Mugianesi 67’ Seghezza |

| Arbitro: | Pezzella (Frattamaggiore) |

|                |           |            |
| Bellinazzi 45’ | Marcatori | 27’ Scarpa |

| Arbitro: | Rufo (Roma) |

|               |           |  |
| Torresani 92’ | Marcatori |  |

| Arbitro: | Adamu (Cagliari) |

|            |           |            |
| Gritti 60’ | Marcatori | 61’ Scarpa |

| Arbitro: | Faccenda (Salerno) |

|                                             |           |  |
| Scarpa 6’, 15’, 85’ Bonci 41’ Ancelotti 61’ | Marcatori |  |

| Arbitro: | Sala (Lecco) |

|                            |           |  |
| Bonci 2’ (rig.) Scarpa 53’ | Marcatori |  |

| Arbitro: | Altobelli (Roma) |

|                            |           |               |
| Stefanelli 34’ Pozzato 86’ | Marcatori | 39’ Ancelotti |

| Arbitro: | Bianciardi (Siena) |

|  |           |                               |
|  | Marcatori | 5’ Ancelotti 85’ (aut.) Avere |

| Arbitro: | Magni (Bergamo) |

|                                          |           |  |
| Bonci 15’ Borghi 80’ (aut.) Scarrone 89’ | Marcatori |  |

| Arbitro: | Pairetto (Torino) |

|  |           |           |
|  | Marcatori | 84’ Bonci |

| Arbitro: | Cherri (Macerata) |

|                                   |           |             |
| Scarpa 28’ Bonci 54’ Scarrone 71’ | Marcatori | 83’ Tubaldo |

#### Spareggio Promozione
| Arbitro: | D'Elia (Salerno) |

|             |           |                                |
| Panozzo 71’ | Marcatori | 48’, 91’ Scarpa 102’ Ancelotti |

### Coppa Italia Semipro

#### Undicesimo Girone
| Arbitro: | Testa (Prato) |

|                 |           |                                                                |
| Guglielmoni 60’ | Marcatori | 8’ Bonci 17’ (aut.) Verdolin 45’ Ancelotti 76’, 82’ Colonnelli |

| Arbitro: | Pampana (Pisa) |

|                   |           |  |
| Gritti 50’ (rig.) | Marcatori |  |

| 3 settembre 1978 3ª giornata |  | – Il Parma riposa |  |  |

| Arbitro: | Camarlinghi (Firenze) |

|                                                |           |  |
| Bonci 6’ Mongardi 30’ Torresani 62’ Braida 87’ | Marcatori |  |

| Arbitro: | Parussini (Udine) |

|                               |           |                  |
| Vichi 9’ (aut.) Ancelotti 42’ | Marcatori | 46’ Alessandrini |

| 24 settembre 1978 6ª giornata |  | – Il Parma riposa |  |  |